# 亚历山德罗·内斯塔
亚历山德罗·内斯塔（Alessandro Nesta，1976年3月19日—）出生于罗马，意大利足球运动员。意大利足球傳奇後衛之一。他主要司职中后卫，被廣泛認為是世界足壇最為出色和穩健的中堅之一。他是2006年世界盃冠軍隊成員，球王比利評選的在世的最偉大的125名球員（FIFA 100）其中之一。他的职业生涯大部分是在拉齐奥和AC米兰度过的，曾為意甲蒙沙領隊。

## 俱乐部生涯

### 拉齐奥
内斯塔18岁就成为了拉齐奥青年队队长，1994年3月13日，在拉齐奥队對乌迪内斯队的比赛中首次亮相。之后的7年时间带领拉齐奥成为意大利甲级联赛冠军的强队之一，并且在1999-2000年赛季以队长身份带领球队夺得联赛冠军。在意大利杯的赛场上，拉齐奥也在1998年和2000年两度夺魁。
在欧洲赛场上，拉齐奥在内斯塔的带领下，夺得了1998-1999年欧洲杯赛冠军杯和1999年的欧洲超级杯。其时的拉齐奥人才济济，实力也非常强大，但俱乐部财政上慢慢出现了问题，为日后内斯塔的离去埋下伏笔。

### AC米兰
在2002年世界杯之后，由于财政问题，拉齐奥不得不出售其队长以解燃眉之急。意大利各路豪门对内斯塔虎视眈眈，都想把当时被喻为世界第一中卫罗致到自己的球队里。最后经过了一番追逐，AC米兰如愿地以3000万欧元的转会费购入内斯塔。这个价钱也创出了当其时后卫转会费的记录。加盟米兰后，内斯塔迅速成为了球队的后防中坚，和保罗·马尔蒂尼组成豪华后防线。他的到来改变了米兰队自1997年退役以来一直脆弱的后防。
米兰队02-03赛季夺得冠军联赛冠军（在与尤文图斯的决赛120分钟0比0之后的点球决战中射入米兰的第4粒点球）和03-04赛季夺取联赛冠军的重要功臣。在2006-2007年赛季，内斯塔虽然饱受伤病困扰，但其及时复出帮助球队再度问鼎欧洲冠军联赛冠军。
米兰在接下来的几个赛季成绩不算很好，冠军杯成绩也不理想。内斯塔也因伤患不能定时出场，让球迷联想到其退役的可能性。及后由于适当的休养和调整，再加上的加盟和迅速成长，内斯塔再次成为米兰后防核心不二人选，帮助在2010-11赛季的意甲再次称霸。这个冠军也是内斯塔本人第三个意甲联赛的冠军奖杯。
2012年5月10日，内斯塔召开新闻发布会，宣布将在赛季结束后离开AC米兰，並轉戰美職聯。5月13日，在2011-2012赛季意甲联赛最后一轮(第38轮)AC米兰主场迎战诺瓦拉的比赛中，内斯塔在80分钟替换出场，完成了他在AC米兰的最后一战。
在AC米蘭，內斯塔作為球隊不可或缺的核心球員幾乎贏得了一個職業球員所能獲得的所有集體榮譽，包括兩次歐洲冠軍聯賽冠軍，兩次意大利足球甲級聯賽冠軍以及世俱杯冠軍和歐洲超級杯冠軍。

### 蒙特利尔冲击
2012年7月5日，内斯塔加盟美国职业足球大联盟的蒙特利尔冲击足球俱乐部，双方签约一年半。

## 国家队生涯
与其俱乐部生涯相比，内斯塔的国家队生涯则充满了悲情。他早于1996年被召入国家青年队，并随队赢得当年的欧洲青年锦标赛夺得了冠军。紧接着的1996年欧洲杯，内斯塔也被招进了国家队，但碍于经验尚浅，这届欧洲杯他没有正式出场比赛。
两年之后的1998年世界杯，他以主力中后卫的身份随队出征法兰西。令人遗憾地，在和奥地利的比赛中弄伤了膝部而过早退出比赛，这次伤势并且一度威胁其职业生涯。2000年欧洲杯是内斯塔国家队生涯中的高峰，他和卡纳瓦罗和保罗·马尔蒂尼组成的钢铁后卫线将意大利送进了最后的决赛，可惜命运弄人在决赛最后关头被的射门扳平比分。而特雷泽盖在加时赛的金球更把内斯塔和队友们几乎到手的德劳内杯抢走了。赛后内斯塔坐在球场上神情哀伤的画面更是其国家队生涯的一个缩影。
对于内斯塔来说，2002年日韩世界杯和1998年的法国世界杯没有太大区别。尽管当时意大利的实力非常强大也是夺标热门之一，但内斯塔同样在小组赛之中负伤，而意大利也在16强的比赛之中充满争议地被东道主韩国所淘汰，令世界一片哗然。时间推移到了2004年的葡萄牙欧洲杯，内斯塔终于摆脱了伤病的阴影打满了小组赛的全部三场比赛。但意大利因为瑞典和丹麦的一场疑似默契球被挡在了淘汰赛之外。
2006年的世界杯是内斯塔最后一次征战世界大赛，可是对于其个人来说，虽然结果不同但过程是一样的。同样地在小组第三场比赛，他的脚部受伤被马特拉齐换下，同时也成就后者在当届世界杯精彩的表现。令人安慰的是，内斯塔在柏林亲眼目睹队友们在点球大战击败法国，把大力神杯带回意大利。
然而，出于多年的伤病和其他的考虑，在2007年6月，内斯塔宣佈退出國家隊。

## 技术特点
和一般中后卫相比，内斯塔不属于凶猛型的后卫，绝对速度也不是很快。他的拦截是依靠准确的站位和对方来球作出第一时间的判断。动作也比较隐蔽，对手也较少受到冲撞或者伤害。所以他经常被形容为世界上最“优雅”的中后卫。

## 主要榮譽
意大利共和國騎士勳章
意大利共和國優秀榮譽勳章
- 意甲聯賽冠軍 三次 : 1999-00年、03年-04年、11年
- 意大利杯冠軍 三次 : 1998年、2000年、2003年
- 意大利超级杯冠军 四次：1998年、2000年、2004年、2011年
- 歐洲聯賽冠軍盃冠軍 二次 : 2003年、2007年
- 世界杯冠軍 一次 : 2006年
- 欧洲优胜者杯冠軍一次：1998-1999
- 歐洲超級盃冠軍 三次: 1999年、2003年、2007年
- 世界冠軍球會盃冠軍 : 2007年
- 欧洲足联年度最佳阵容 四次：2002年、2003年、2004年、2007年

## 职业生涯全记录
更新至 2010年 12月13日
| 赛季    | 效力球队 | 联赛           | 本土联赛 *1 | 本土联赛 *1 | 欧洲赛事 *2 | 欧洲赛事 *2 | 总数  | 总数 |
| ------- | -------- | -------------- | ----------- | ----------- | ----------- | ----------- | ----- | ---- |
| 赛季    | 效力球队 | 联赛           | 上阵        | 入球        | 上阵        | 入球        | 上阵  | 入球 |
| 1993-94 | 拉齐奥   | 意大利甲级联赛 | 2场         | 0球         | -           | -           | 2场   | 0球  |
| 1994-95 | 拉齐奥   | 意大利甲级联赛 | 11场        | 0球         | -           | -           | 11场  | 0球  |
| 1995-96 | 拉齐奥   | 意大利甲级联赛 | 23场        | 0球         | 3场         | 0球         | 26场  | 0球  |
| 1996-97 | 拉齐奥   | 意大利甲级联赛 | 25场        | 0球         | 4场         | 0球         | 29场  | 0球  |
| 1997-98 | 拉齐奥   | 意大利甲级联赛 | 30场        | 0球         | 10场        | 1球         | 40场  | 1球  |
| 1998-99 | 拉齐奥   | 意大利甲级联赛 | 20场        | 1球         | 4场         | 0球         | 31场  | 1球  |
| 1999-00 | 拉齐奥   | 意大利甲级联赛 | 28场        | 0球         | 9场         | 0球         | 37场  | 0球  |
| 2000-01 | 拉齐奥   | 意大利甲级联赛 | 29场        | 0球         | 8场         | 0球         | 37场  | 0球  |
| 2001-02 | 拉齐奥   | 意大利甲级联赛 | 25场        | 0球         | 6场         | 0球         | 29场  | 0球  |
| 2002-03 | AC米兰   | 意大利甲级联赛 | 29场        | 1球         | 14场        | 0球         | 43场  | 1球  |
| 2003-04 | AC米兰   | 意大利甲级联赛 | 26场        | 0球         | 6场         | 0球         | 32场  | 0球  |
| 2004-05 | AC米兰   | 意大利甲级联赛 | 29场        | 0球         | 12场        | 0球         | 41场  | 0球  |
| 2005-06 | AC米兰   | 意大利甲级联赛 | 30场        | 1球         | 10场        | 0球         | 40场  | 1球  |
| 2006-07 | AC米兰   | 意大利甲级联赛 | 14场        | 0球         | 8场         | 0球         | 22场  | 0球  |
| 2007-08 | AC米兰   | 意大利甲级联赛 | 29场        | 1球         | 7场         | 0球         | 36场  | 0球  |
| 2008-09 | AC米兰   | 意大利甲级联赛 | 1场         | 0球         | 0场         | 0球         | 1场   | 0球  |
| 2009-10 | AC米兰   | 意大利甲级联赛 | 23场        | 3球         | 7场         | 0球         | 30场  | 0球  |
| 2010-11 | AC米兰   | 意大利甲级联赛 | 14场        | 0球         | 5场         | 0球         | 19场  | 0球  |
| 累计    | 累计     | 累计           | 388场       | 7球         | 113场       | 1球         | 501场 | 8球  |

- 1：并未包括意大利足协杯以及意大利超级杯的比赛
- 2：并未包括欧洲超级杯的比赛